# Väliluoto (klippor)
Väliluoto är öar i Finland. De ligger i Finska viken och i kommunen Vederlax i landskapet Kymmenedalen, i den södra delen av landet. Öarna ligger omkring 39 kilometer öster om Kotka och omkring 150 kilometer öster om Helsingfors.
Arean för den av öarna koordinaterna pekar på är 1,1 hektar och dess största längd är 160 meter i sydväst-nordöstlig riktning. Närmaste större samhälle är Virojoki, 16,5 km norr om Väliluoto.